# Острувкі (Лодзинське воєводство)
Острувкі (пол. Ostrówki) — село в Польщі, у гміні Домбровиці Кутновського повіту Лодзинського воєводства.
Населення — 234 особи (2011).
У 1975-1998 роках село належало до Плоцького воєводства.

## Демографія
Демографічна структура станом на 31 березня 2011 року:
|          | Загалом | Допрацездатний вік | Працездатний вік | Постпрацездатний вік |
| -------- | ------- | ------------------ | ---------------- | -------------------- |
| Чоловіки | 112     | 31                 | 72               | 9                    |
| Жінки    | 122     | 29                 | 69               | 24                   |
| Разом    | 234     | 60                 | 141              | 33                   |